# Phytoliriomyza bornholmensis
Phytoliriomyza bornholmensis är en tvåvingeart som beskrevs av Spencer 1976. Phytoliriomyza bornholmensis ingår i släktet Phytoliriomyza och familjen minerarflugor.
Artens utbredningsområde är Danmark. Arten har ej påträffats i Sverige. Inga underarter finns listade i Catalogue of Life.